# Bután en los Juegos Paralímpicos de París 2024
Bután estuvo representado en los Juegos Paralímpicos de París 2024 por una deportista femenina. El equipo paralímpico butanés no obtuvo ninguna medalla en estos Juegos.